# دراج دماغه
دراج دماغه (نام علمی: Francolinus capensis) نام یک گونه از سرده دراج است.